# Mutter vom Guten Rat (Frankfurt am Main)

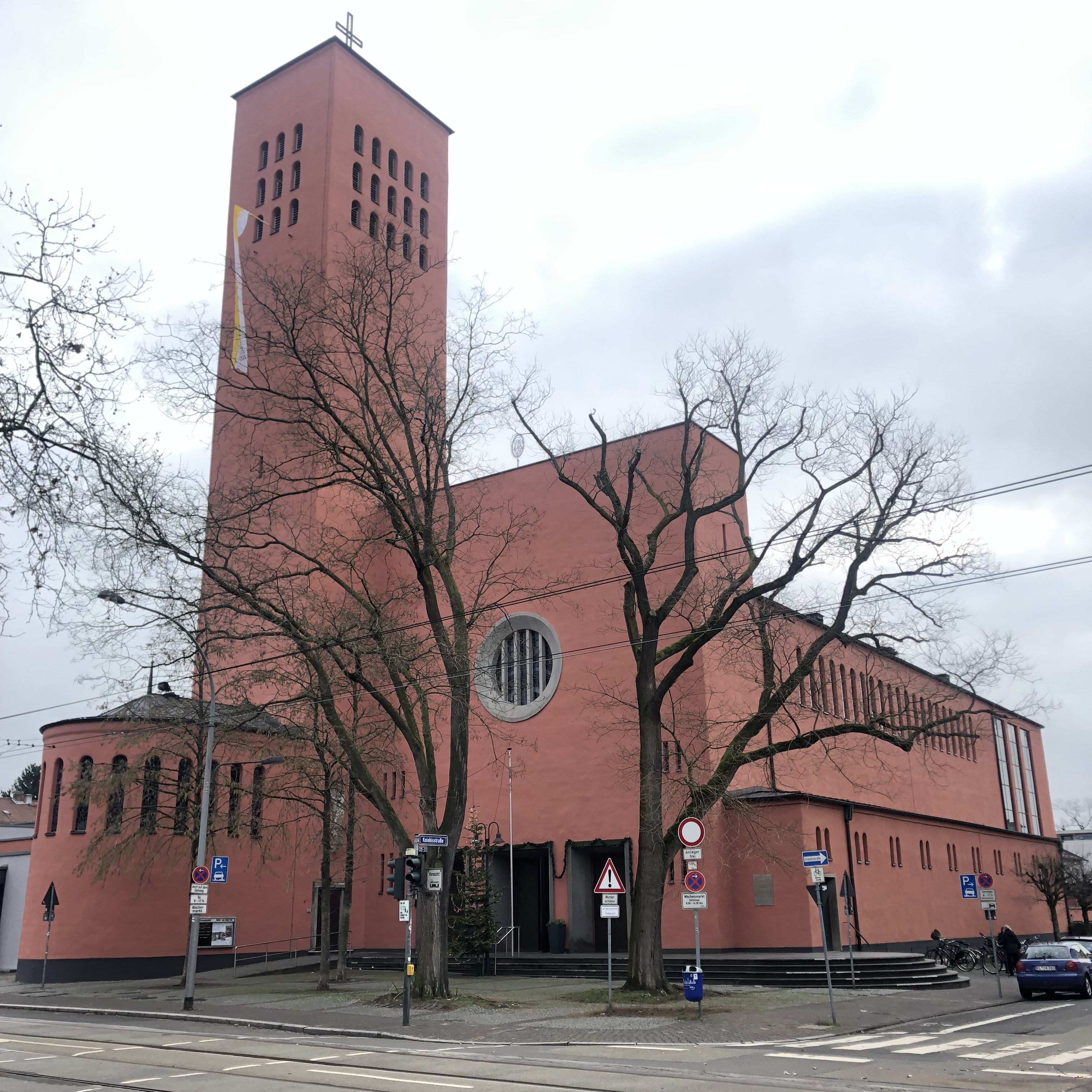
Die katholische Pfarrkirche Mutter vom Guten Rat in Frankfurt-Niederrad

Die römisch-katholische Kirche Mutter vom Guten Rat im Frankfurter Stadtteil Niederrad ist ein von Hans und Christoph Rummel im Stil der Moderne errichtetes Kirchengebäude. Die Basilika ist Pfarrkirche der Pfarrei neuen Typs „St. Jakobus Frankfurt am Main“, welche zur Region Frankfurt im Bistum Limburg gehört. Sie gilt dank ihres weithin sichtbaren Kirchturms als Wahrzeichen von Niederrad. Im Volksmund wird sie auch „die rote Kirche“ genannt.

## Geschichte

### Neugotische Vorgängerkirche
Niederrad war seit Einführung der Reformation evangelisch geprägt. Die wenigen im Ort ansässigen Katholiken wurden bis 1854 von Schwanheim, anschließend von Frankfurt aus seelsorgerisch betreut. Da der Weg zum Gottesdienstbesuch nach Frankfurt weit war und etwa eine Stunde in Anspruch nahm, gewann die Idee, ein eigenes katholisches Gotteshaus im Ort zu errichten, unter den Gläubigen immer mehr an Zuspruch. Daher wurden bereits 1857 der erste katholische Kirchenbauverein in Niederrad gegründet und mit der Durchführung von Spendensammlungen begonnen.
Dank der so eingenommenen Gelder und finanzieller Unterstützung vom Bonifatiusverein konnte am 11. April 1869 der Grundstein für die erste katholische Kirche in Niederrad seit der Reformation gelegt werden. Der Kirchenneubau an der Goldsteinstraße wurde im Stil der Neugotik ausgeführt. Er wurde nach zweijähriger Bauzeit durch den Frankfurter Stadtpfarrer Münzenberger benediziert. Zwei Jahre später folgte die Konsekration der Kirche zu Ehren der heiligen Maria durch den Limburger Bischof Peter Joseph Blum am 15. August 1873.

### Moderne Basilika

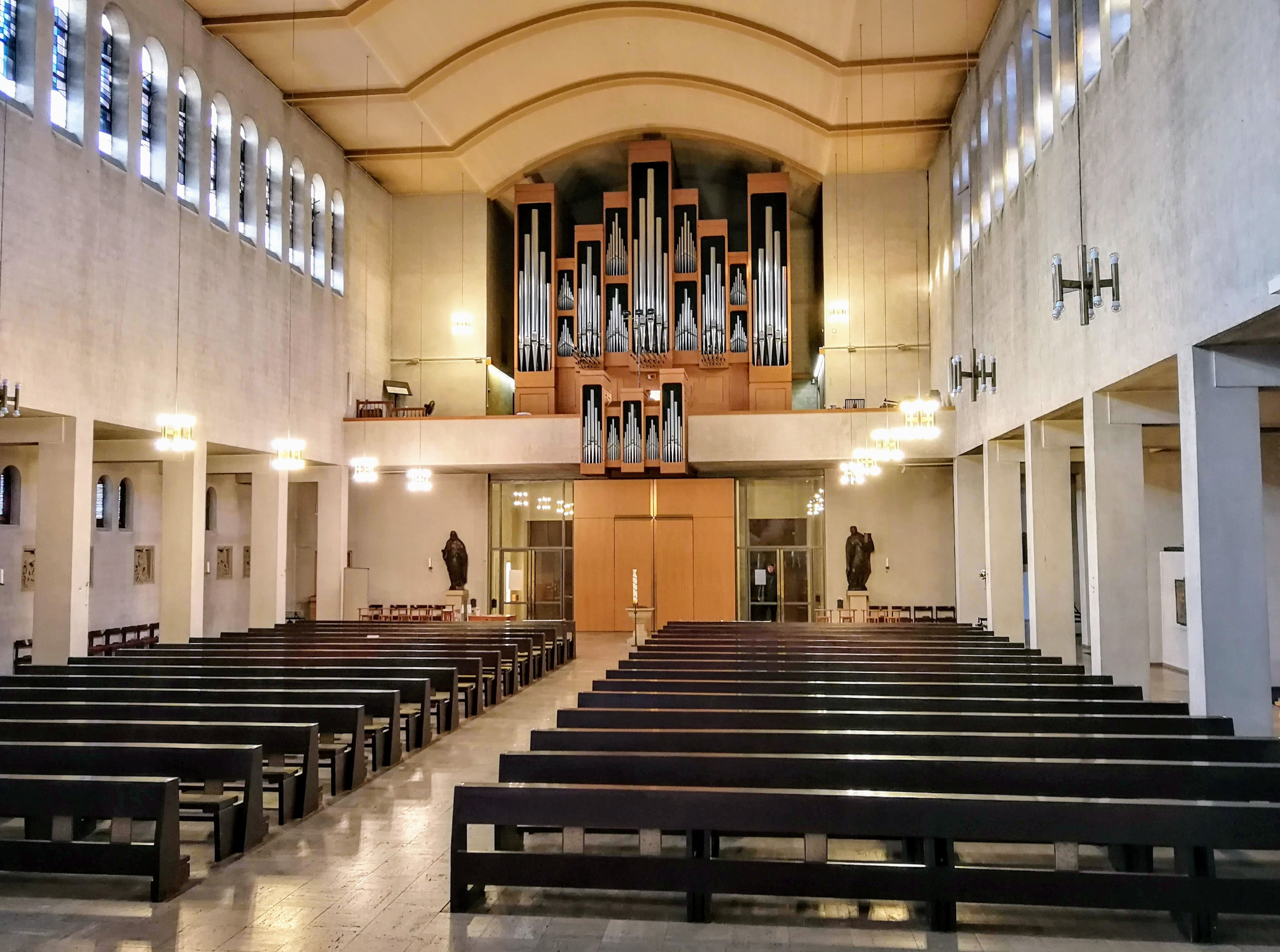
Innenraumansicht mit Blick zur Orgelempore

Mit der zunehmenden Industrialisierung Niederrads gegen Ende des 19. Jahrhunderts ließen sich auch viele katholische Arbeiter im evangelisch geprägten Ort nieder. Wie die bürgerliche Gemeinde verzeichnete auch die katholische Gemeinde ein starkes Mitgliederwachstum, sodass die bisherige Missionsstation 1888 zur eigenständigen Pfarrei erhoben wurde. Die 1873 geweihte Kirche war schon nach kurzer Zeit zu klein für die katholischen Gläubigen geworden und bot zur sonntäglichen Messfeier nicht mehr ausreichend Platz. Daher kam Anfang des 20. Jahrhunderts erneut der Vorschlag auf, ein neues Kirchengebäude zu errichten oder alternativ die bestehende Kirche um einen Anbau zu vergrößern. Durch den Ausbruch des Ersten Weltkriegs und der Hyperinflation nach Kriegsende konnten Neubau- oder Erweiterungspläne vorerst nicht realisiert werden.
1927 griff Pfarrer Johannes Lamp die Idee der Kirchenvergrößerung wieder auf. Er schuf mit der Neugründung eines Kirchenbauvereins die finanzielle Grundlage für die Wiederaufnahme des langersehnten Projektes. Zwei Jahre später wurden mit den Brüdern Hans und Christoph Rummel, Wilhelm Wagner und Martin Weber erstmals Architekten beauftragt, Pläne für eine Erweiterung der neugotischen Kirche von 1873 zu entwerfen. Da die veranschlagten Kosten für einen vollumfänglichen Kirchenneubau jedoch geringer waren als die geschätzten Ausgaben für eine Erweiterung der bereits bestehenden Kirche, entschied sich die katholische Gemeinde für einen Neubau der Mutter-vom-Guten-Rat-Kirche nach Plänen von Hans und Christoph Rummel. Er sollte im Stil der Neuen Sachlichkeit ausgeführt werden. 
Nachdem am 29. Juni 1932 der Erste Spatenstich gesetzt wurde, folgte am 14. August desselben Jahres die Grundsteinlegung durch Pfarrer Lamp, bevor die Basilika nach etwa einjähriger Bauzeit am 16. und 17. Dezember 1933 durch Bischof Antonius Hilfrich konsekriert wurde. Aus Kostengründen wurde auf die Anschaffung einer gänzlich neuen Innenausstattung verzichtet; stattdessen wurden die gotischen und neugotischen Kunstwerke der Vorgängerkirche fast vollständig in die moderne Kirche übernommen. Auch die Fassade wurde mangels finanzieller Mittel erst vier Jahre nach der Kirchweihe und nur auf Drängen der Baupolizei hin verputzt. 
Im Zweiten Weltkrieg wurde die 1933 geweihte Mutter-vom-Guten-Rat-Kirche bei britischen Luftangriffen auf Frankfurt am Main stark beschädigt. In der Nacht vom 18. auf den 19. März 1944 wurde die Wand des östlichen Seitenschiffes zum Einsturz gebracht, am 22. März 1944 folgte die Zerstörung von Chorrückwand und Sakristei. Auch die 1873 geweihte Vorgängerkirche erlitt im Zuge des britischen Bombardements starke Schäden. Nach Kriegsende wurde die moderne Basilika der Brüder Rummel notbehelfsmäßig und weitestgehend in Eigenhilfe bis 1948 wiederaufgebaut; die Renovierungsarbeiten im Inneren dauerten bis 1952 an. Ihre neugotische Vorgängerin erfuhr nach einem radikalen Umbau Mitte der 1950er-Jahre eine Nachnutzung als Gemeindehaus, das im Mai 2005 abgerissen wurde.
Von 1962 bis 1964 wurden umfangreiche Renovierungsarbeiten an der Kirche unter Leitung des Architekten Hans Busch vorgenommen. Sie hatten zum Ziel, den Kirchenraum im Inneren großräumig und hell erscheinen zu lassen. Dafür wurden großflächige Fenster des Künstlers Joachim Pick in die westliche Chorwand integriert, eine hölzerne Flachdecke unterhalb des Tonnengewölbes eingezogen und die Kanzel, beide Choremporen sowie die Wände hinter den Seitenaltären entfernt. Auch das äußere Erscheinungsbild der Kirche veränderte sich: Die Außenfassade erhielt einen dunkelroten Anstrich. Dies brachte der Mutter-vom-Guten-Rat-Kirche im Volksmund den Namen „Rote Kirche“ ein. 
Eine erneute umfangreiche Außen- und Innenrenovierung wurde von 1981 bis 1983 unter Aufsicht von Baudirektor Wolfram Nicol durchgeführt. Das Hauptziel der Arbeiten war dieses Mal die teilweise Wiederherstellung der Innenraumgestaltung vor der Renovierung 1962–1964. Hierfür wurden die hölzerne Zwischendecke wieder entfernt, um die Sicht auf das Tonnengewölbe freizugeben und die Innenwände neu verputzt. Gleichzeitig sollten auch neue Elemente im Kirchenraum Einzug erhalten: Zu diesen zählen das großflächige Chorwand-Fresko des Künstlers Hubert Distler ebenso wie Ambo, Altar, Tabernakel und Marienstele im Chorraum, die vom Bildhauer Hubert Elsässer gestaltet wurden. Auch die heutige Orgel wurde im Zuge der Renovierungsarbeiten auf der Empore installiert; die Außenfassade der Basilika erhielt ihren heutigen hellroten Farbton.
1995 wurde im Altarraum ein neues Chorkreuz aufgehängt, dessen Korpus aus dem 13. oder 14. Jahrhundert stammt. 2006 erhielt die Pfarrkirche ein neues Kupferdach.

## Baubeschreibung
Die Mutter-vom-Guten-Rat-Kirche wurde im Stil der Neuen Sachlichkeit, einer Stilrichtung der Bewegung des Neuen Bauens, als moderne Basilika errichtet. Sie gliedert sich in ein 14,7 m hohes und 15,8 m breites Hauptschiff, zwei deutlich niedrigere Seitenschiffe mit einer Breite von jeweils 5 m, den etwa 40 m hohen ortsbildprägenden Kirchturm auf quadratischem Grundriss sowie die dem Turm vorgelagerte denkmalgeschützte „Weinbergkapelle“.

## Ausstattung

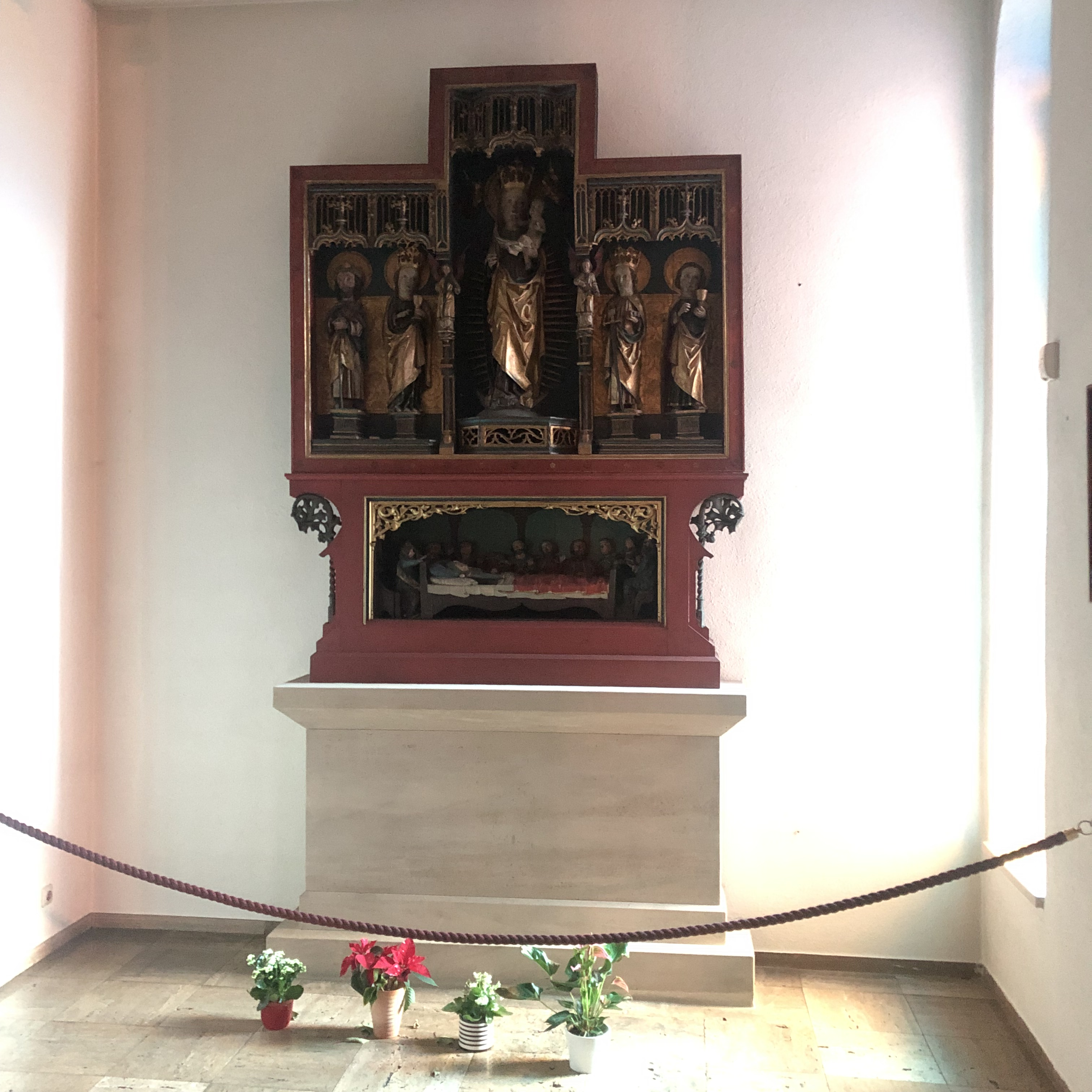
Das gotische Marienretabel wurde 1489 in Thüringen gefertigt und ist in der Tageskapelle der Kirche aufgestellt.

Die Kirche Mutter vom Guten Rat beherbergt in ihrem Inneren mehrere gotische Kunstwerke, darunter auch zwei Altarretabel, von denen eines den Hauptaltar und das andere einen Seitenaltar in der neugotischen Vorgängerkirche zierte.
Beim Aufsatz des ehemaligen Hauptaltars handelt es sich um ein dreiflügeliges, gotisches, um 1520 am Niederrhein gefertigtes Retabel. Das zweite gotische Exemplar ist ein flügelloses Schnitzwerk und wurde 1489 im thüringischen Saalfeld hergestellt. Es diente einst als Seitenaltar und enthält neben einer großen Madonnenstatue im Zentrum vier kleinere Figuren der Heiligen Jakobus, Barbara, Katharina und Johannes. Nach dem Vorbild dieses gotischen Marienretabels wurde 1875 in Münster ein neugotisches Herz-Jesu-Retabel angefertigt, das den zweiten Seitenaltar bildete. Beide Seitenaltäre sind im Zuge der Innenrenovierung von 1962–1964 in Nebenkapellen aufgestellt worden.
Im Südosten der Kirche, auf einer Stele neben dem Chorraum, befindet sich eine um 1500 im fränkisch-schwäbischen Raum gefertigte Statue der heiligen Maria, der Patronin der Kirche Mutter zum Guten Rat.  

## Weinbergkapelle
Die sogenannte Weinbergkapelle wurde beim Bau der heutigen Kirche von 1932–1933 als Gruftkapelle für das Ehepaar Carl und May von Weinberg errichtet, da die Realisierung des Neubauprojektes durch die finanzielle Unterstützung des Paares überhaupt erst möglich geworden war. Nachdem May im Januar 1937 in der Gruft unterhalb der Kapelle bestattet worden war, ließ Carl von Weinberg die Kapelle mit kunstvollen Bildern und Figuren aus dem 15. und 18. Jahrhundert ausstatten, darunter einem Hochaltar flämischer Schule von 1510 sowie einer im 19. Jahrhundert angefertigten Kopie von „Maesta“, des Hauptwerks von Duccio di Buoninsegna. Während die Weinbergkapelle anfangs weder zugänglich noch einsehbar war, wurde sie nach Abschluss der Renovierungsarbeiten 1993 auch für die Öffentlichkeit geöffnet. Im Gegensatz zum restlichen Kirchengebäude ist die Gruftkapelle im hessischen Denkmalregister als Kulturdenkmal eingetragen.

## Orgel

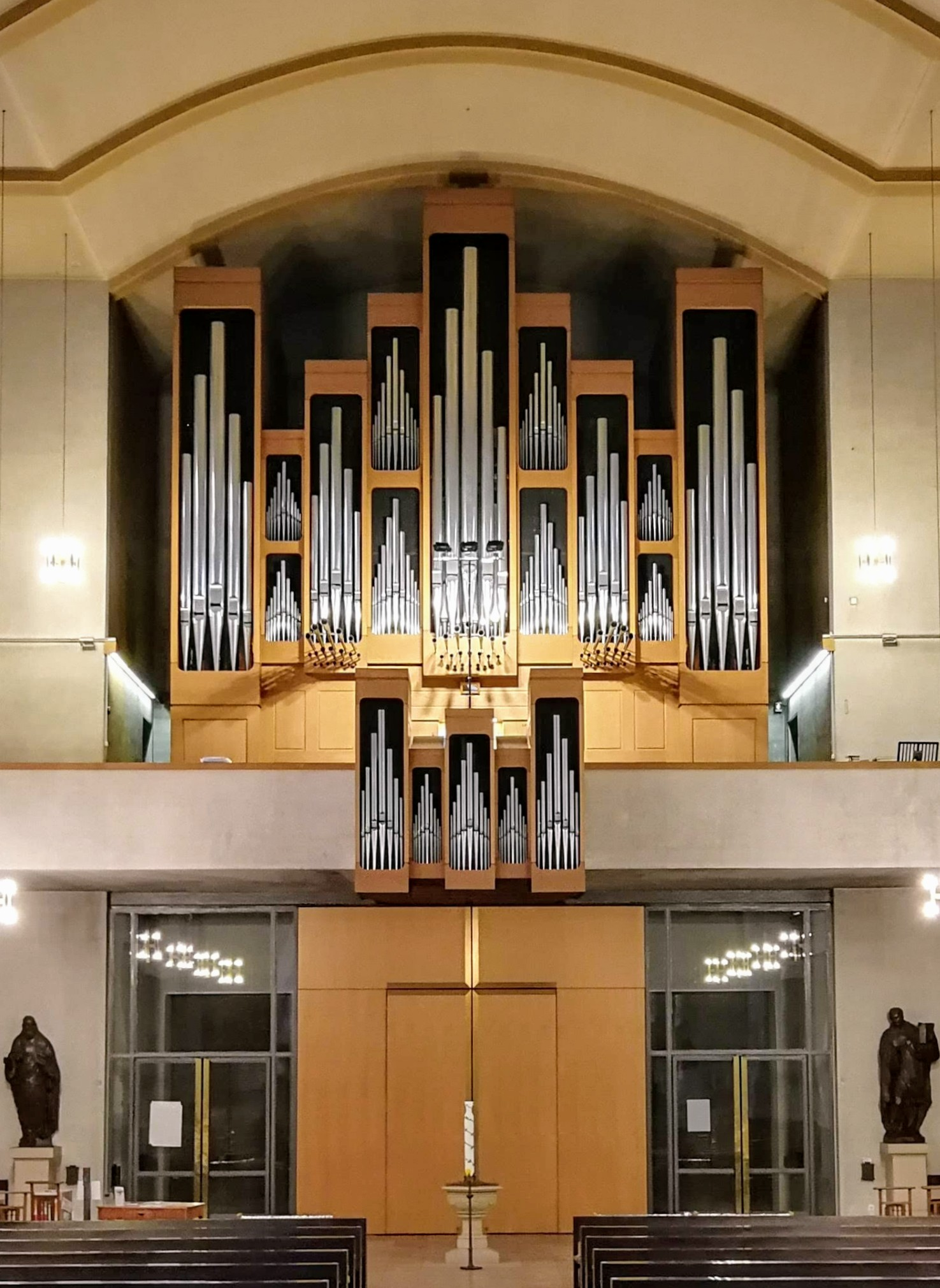
Albiez-Orgel von 1983, Opus 54

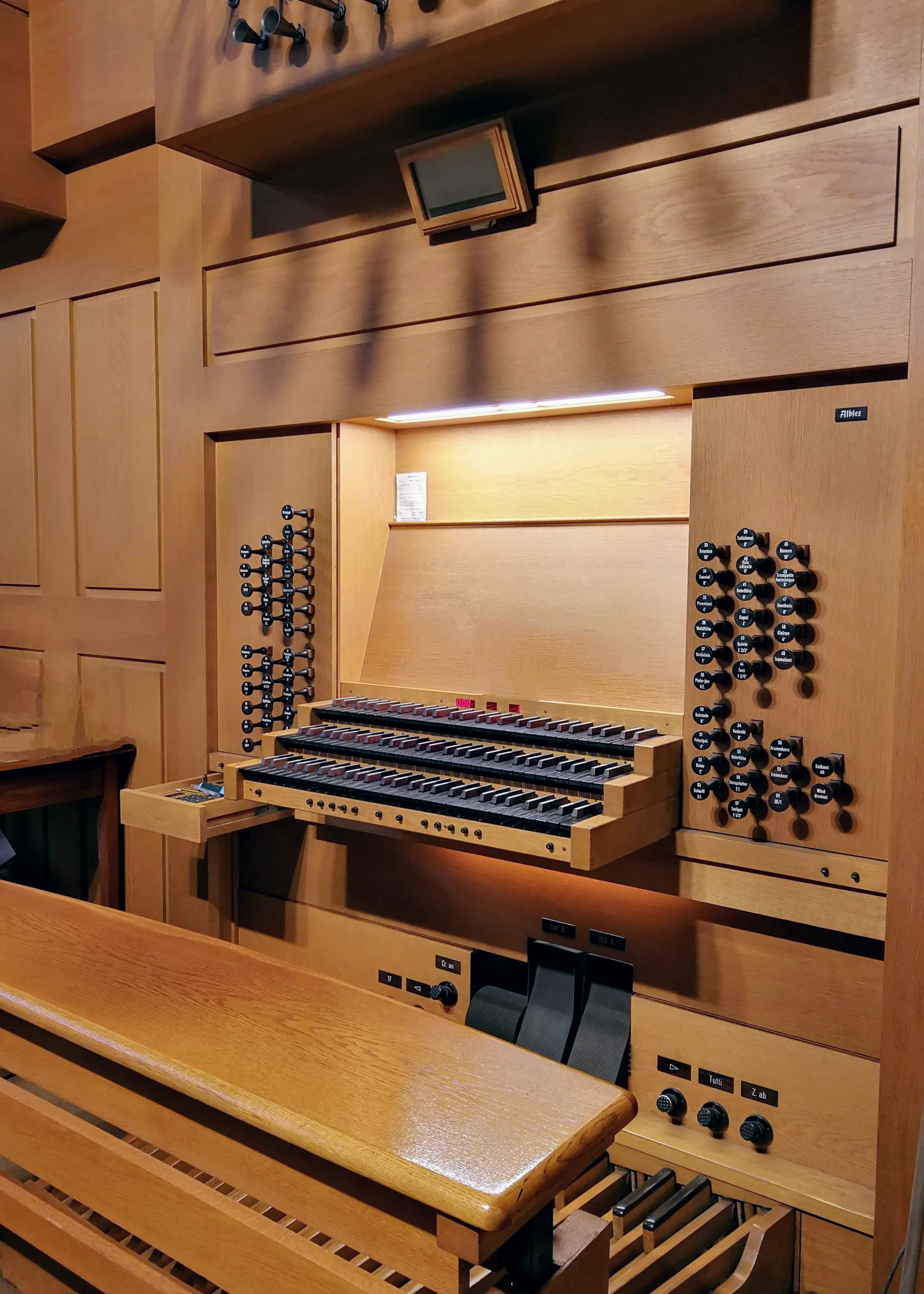
Spielanlage der Orgel

Die heutige Orgel der Kirche wurde von der Orgelbaufirma Winfried Albiez in Lindau am Bodensee gefertigt und am 29. Oktober 1983 offiziell eingeweiht. Das Instrument verfügt über 52 Register, verteilt auf drei Manuale und Pedal. Rosalinde Haas spielte hier in den 1980er/-90er Jahren das Gesamtwerk für Orgel von Max Reger (inklusive aller Bach-Bearbeitungen) auf 14 CDs ein. Die Disposition lautet:
| I Rückpositiv C–a3 |                |       |
| 1.                 | Gedeckt        | 8′    |
| 2.                 | Quintade       | 8′    |
| 3.                 | Principal      | 4′    |
| 4.                 | Rohrflöte      | 4′    |
| 5.                 | Octav          | 2′    |
| 6.                 | Sesquialter 2f | 2 ⁄3′ |
| 7.                 | Larigot        | 1 ⁄3′ |
| 8.                 | Scharff III    | 1′    |
| 9.                 | Krummhorn      | 8′    |
|                    | Tremulant      |       |

| II Hauptwerk C–a3 |                  |       |
| 10.               | Principal        | 16′   |
| 11.               | Octav            | 08′   |
| 12.               | Spitzflöte       | 08′   |
| 13.               | Lieblich Gedeckt | 08′   |
| 14.               | Octav            | 04′   |
| 15.               | Koppelflöte      | 04′   |
| 16.               | Quinte           | 2 ⁄3′ |
| 17.               | Superoctav       | 02′   |
| 18.               | Flöte            | 02′   |
| 19.               | Cornett 5f       | 08′   |
| 20.               | Mixtur IV–V      | 1 ⁄3′ |
| 21.               | Cymbel III       | 1⁄2′  |
| 22.               | Trompete         | 08′   |
| 23.               | Chamade          | 08′   |

| III Schwellwerk C–a3 |                      |        |
| 24.                  | Bourdon              | 16′    |
| 25.                  | Suavial              | 08′    |
| 26.                  | Rohrflöte            | 08′    |
| 27.                  | Salicional           | 08′    |
| 28.                  | Voix celeste         | 08′    |
| 29.                  | Praestant            | 04′    |
| 30.                  | Copel                | 04′    |
| 31.                  | Quinte               | 2 ⁄3′  |
| 32.                  | Waldflöte            | 02′    |
| 33.                  | Terz                 | 1 3⁄5′ |
| 34.                  | Octävlein            | 01′    |
| 35.                  | Plein Jeu V          | 02′    |
| 36.                  | Basson               | 16′    |
| 37.                  | Trompette harmonique | 08′    |
| 38.                  | Hautbois             | 08′    |
| 39.                  | Clairon              | 04′    |
|                      | Tremulant            |        |

| Pedal C–f1 |                    |         |
| 40.        | Principalbaß       | 16′     |
| 41.        | Subbaß             | 16′     |
| 42.        | Quintbaß           | 10 2⁄3′ |
| 43.        | Octavbaß           | 08′     |
| 44.        | Spillflöte         | 08′     |
| 45.        | Großsesquialter 2f | 5 1⁄3′  |
| 46.        | Principal          | 04′     |
| 47.        | Nachthorn          | 04′     |
| 48.        | Octavin            | 02′     |
| 49.        | Baßmixtur IV       | 2 ⁄3′   |
| 50.        | Bombarde           | 16′     |
| 51.        | Posaune            | 08′     |
| 52.        | Zink               | 04′     |

- Koppeln: II/I, III/II, III/I, I/P, II/P, III/P
- Setzeranlage mit 4000 Kombinationen, Sequenzer, frei einstellbare Crescendowalze, Pleno, Zungen ab, general ab, Kalkant ab, Tastenfessel SW, Winddrossel HW

## Glocken
Das heutige Geläut der Mutter-vom-Guten-Rat-Kirche besteht aus fünf Glocken, die 1948 vom Bochumer Verein gegossen wurden. Beim gleichzeitigen Läuten aller Glocken erklingt das Salve-Regina-Motiv.
| Glockenname                | Gewicht | Durchmesser          | Tonlage |
| -------------------------- | ------- | -------------------- | ------- |
| Christkönig                | 3565 kg | 2020 mm              | h°      |
| Maria/Mutter vom Guten Rat | 2535 kg | 1800 mm              | cis′    |
| Johannes der Täufer        | 1800 kg | 1605 mm              | dis′    |
| Pax                        | 1078 kg | 1350 mm oder 1305 mm | fis′    |
| Caritas                    | 0696 kg | 1200 mm              | gis′    |